# 第113飛行隊 (イスラエル空軍)
イスラエル空軍 第113飛行隊（113 Squadron） は、イスラエル航空宇宙軍でAH-64D "Saraf"攻撃ヘリコプターを集中運用している飛行隊である。別名としてワスプ・スコードロン（The Wasp Squadron）、またはホーネット・スコードロン（The Hornet Squadron）とも呼ばれる。

## 歴史
第113飛行隊は、1955年10月4日にイスラエル空軍でウーラガン戦闘機を運用する最初の飛行隊としてハツォール空軍基地で編成された。編成時のウーラガンは24機で、いずれもフランス軍から譲り受けた中古機であった。興味深い事に、これらのウーラガンには現在の第113飛行隊と似たスズメバチを模した部隊マークが描かれていた。編成時の司令官は第一次中東戦争当時から戦闘機パイロットとして活躍してきたベニー・ペレドであった。これらのウーラガンは配備直後は銀塗装（ナチュラルメタル）であったが、イスラエル空軍の他の飛行隊により新しいミステール IV Aの導入の始まった1956年4月以降、ウーラガンは対地攻撃任務を主体とする運用思想からダークブルーとブラウンの迷彩塗装が施されるようになった。
1956年4月12日には、第113飛行隊のウーラガンがネゲヴ上空でエジプト空軍所属の2機のデ・ハビランド バンパイアを撃墜し、これが第113飛行隊の初の撃墜記録となった。同年10月の第二次中東戦争では第113飛行隊のウーラガンはエジプト軍地上部隊の多数の軍用車両、装甲車両を破壊し、また空中戦でバンパイアやMiG-15をも撃墜した。また、エジプト海軍の駆逐艦イブラヒム・アル＝アワルへの攻撃を行い、これの鹵獲にも一役買った。第二次中東戦争でのウーラガンの損失は対空砲火による2機のみであった。第二次中東戦争後も、第113飛行隊は引き続きウーラガンの運用および追加配備を続けた。
1967年の第三次中東戦争の時点では、イスラエル空軍でウーラガンの運用を続けていたのは第107飛行隊と第113飛行隊の二個飛行隊のみとなっていた。この戦争でもウーラガン、ミステールは対地攻撃で大きな戦果を挙げた（フォーカス作戦）。第三次中東戦争での第113飛行隊の損失は8機であった。
第三次中東戦争の後、ウーラガンを運用していたもう一つの飛行隊である第107飛行隊が第113飛行隊に合流した。この後、消耗戦争期間にも第113飛行隊はウーラガンの運用を続けていたが、1968年3月21日のヨルダン上空での作戦では2機のウーラガンを失い、1970年夏頃からはウーラガンの作戦投入は見合わされるようになった。
1972年11月から第113飛行隊にミラージュIIIを発展させた新型のネシェルの配備が始まり、1973年1月にウーラガンは退役した。これにより第113飛行隊は、第144飛行隊と同じくネシェルの単一配備が行われた飛行隊となった。
1973年の第四次中東戦争では第113飛行隊のネシェルは合計58機の敵航空機を撃墜し、空戦での損失は無かった。
1976年になると、第113飛行隊のネシェルは同じくIAIで開発された新型のクフィルC1への更新が開始され、第113飛行隊はクフィルC1を運用する2番目の飛行隊となった。
1977年11月9日にはレバノンでのPLO拠点への対地攻撃が第113飛行隊のクフィルC1により行われ、これはクフィルによる初めての対地攻撃作戦となった。同年11月21日には、イスラエルへの歴史的訪問を果たしたエジプトのサダト大統領の帰国を第113飛行隊の4機のクフィルが護衛した。
1979年には、第113飛行隊のクフィルC1は改良型のクフィルC2に更新された。クフィルC2は1982年6月のガリラヤの平和作戦に投入され、シリア軍の対空ミサイルサイト制圧（SEAD任務）においてその性能を発揮した。第113飛行隊は、この後クフィルC2からクフィルC7への更新は行われず、1985年に一旦解散した。
1990年9月になり、第113飛行隊は新たに導入されたアメリカ製のAH-64A "Peten"攻撃ヘリコプターを集中運用する飛行隊としてラモン空軍基地で再編成された。当初18機のAH-64が配備され、1993年9月に7機が追加配備され運用数は25機となった。
2005年に、第113飛行隊のAH-64Aは新型のAH-64D "Saraf"に更新され、AH-64Aは第190飛行隊に移管された。
2018年2月にシリア領内から離陸したイラン製の無人攻撃機サーエゲがイスラエル領内に侵入した。サーエゲは第113飛行隊のAH-64Dによって撃墜され、イスラエルのネタニヤフ首相はイランを非難する声明を発表した。この無人機はアメリカ製の無人偵察機RQ-170 センチネルを2011年にイランが鹵獲し、これを元にコピー生産した機種であった。